# Integrationskind
Ein Integrationskind ist ein Kind, welches besonderen pädagogischen Förderbedarf (in Kindertagesstätten oder Grundschule) aufweist.  Die Ursachen dafür können allgemeine Entwicklungsverzögerungen, Sprachentwicklungsverzögerungen, Lernschwierigkeiten, Verhaltensauffälligkeiten und/oder sozial-emotionale Probleme sowie sichtbare körperliche und/oder geistige Behinderungen sein.

## Integrationskindertagesstätte
Das Konzept hinter einer Integrationskindertagesstätte beruht darauf, kranke und gesunde Kinder voneinander profitieren zu lassen und Berührungsängste abzubauen. Oft ist eine integrative Kindertagesstätte größtenteils auf Ansätzen der Montessori-Pädagogik aufgebaut. Es soll eine gezielte Förderung aller Kinder gewährleistet sein auch durch spezifische Zusatzangebote wie:
- sprachliche Förderung
- sensorische Förderung
- psychologische, soziale sowie ergotherapeutische Betreuung
- physiotherapeutische Angebote[3]

## Integrationsplatz
Kinder mit
- starken Seh- und/oder Hörproblemen
- körperlichen oder geistigen Entwicklungsstörungen
- Krankheiten beispielsweise Trisomie 21 oder Autismus

bekommen, sofern vorhanden, meistens einen Integrationsplatz in einer Integrationskindertagesstätte, sind somit Integrationskinder. Ansonsten kann eine ärztliche Bescheinigung zu Einschränkungen erforderlich sein.

## Vor- und Nachteile

### Vorteile
- Guter Personalschlüssel (zwei bis drei Kinder einem Erzieher zugeteilt)
- Abbau von Ängsten
- Kleine Gruppen

### Nachteile
- meist teurer im Vergleich zu einem Kindertagesstättenplatz ohne integrativen Hintergrund
- Lange Wartezeiten und wenig Plätze[5]